# Villa romana delle Grotte

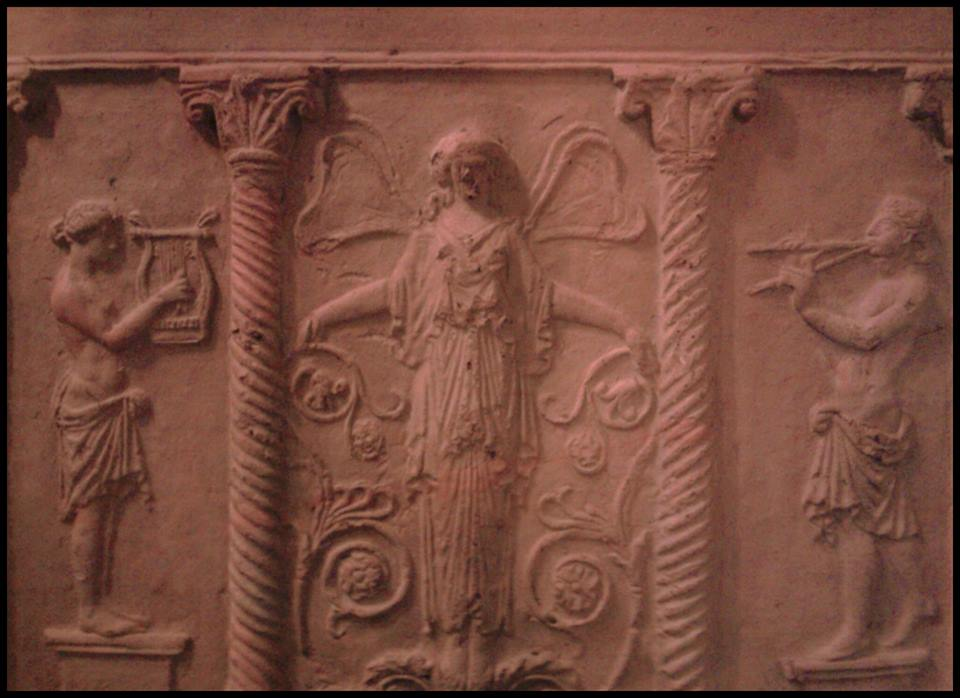
Lastra in terracotta con Psiche alata che nasce da un cespo di acanto (Museo archeologico di Portoferraio)

La villa romana delle Grotte è un'antica domus romana che sorge sul promontorio affacciato sul golfo di Portoferraio, a dominare tutto il braccio di mare compreso tra il litorale di Piombino e l'approdo di Portoferraio e a fronteggiare la Villa romana della Linguella, che chiude la rada dall'altro lato.

## Storia
La villa romana delle Grotte venne costruita alla fine del I secolo a.C. su un podium, in parte naturale ed in parte artificiale; nella prima metà del I secolo d.C. è interessata da una ristrutturazione, che avvia la seconda fase di vita della villa riferibile alla tarda età augustea e tiberiana.
L'edificio venne probabilmente abbandonato alla fine del I secolo d.C., poiché nessun reperto trovato si spinge oltre questo periodo. I materiali archeologici rinvenuti sono piuttosto limitati, a testimonianza di un abbandono programmato e con un vero e proprio trasloco dei beni più preziosi, fatto che spiegherebbe l'assenza di materiali e decorazioni di maggior pregio, di cui sicuramente la villa era dotata.
Una nuova fase interessa la villa tra la fine del IV secolo e gli inizi del VI secolo, in piena età tardo antica: si tratta forse di piccole comunità monastiche o eremiti, diffusi in questo periodo in tutte le isole dell'Arcipelago toscano, che riadattarono alcuni ambienti per farne i loro modesti rifugi. In seguito la villa subirà un abbandono completo e un lento declino ma, grazie alla solidità delle strutture, volte e pareti dovettero sempre restare in parte visibili: a partire dal XVIII secolo i ruderi attrassero infatti l'interesse di tanti viaggiatori e di eruditi locali, e vennero rappresentati in alcune riproduzioni della città di Portoferraio. Sono proprio le volte del podio su cui si erge la villa, così simili a «grotte» per chi si avvicinava dal mare, ad avere originato il nome della villa stessa.
Nel 1728 la testimonianza di Antonio Sarri, ingegnere presso il granduca Cosimo III de' Medici, assicura che tra le vestigia della domus si potevano ancora vedere statue, colonne, arredi marmorei e resti di cornicioni. La struttura quindi, sebbene in abbandono, era ancora sufficientemente leggibile. Durante la guerra iniziata all'Elba nel 1799 tra i francesi impadronitisi di Portoferraio e il Regno di Napoli che controllava Porto Longone, il promontorio delle grotte costituì un importante punto strategico per la posizione rispetto alla città di Portoferraio; è presumibile che per l'installazione di batterie militari sulla villa siano stati rasati al suolo i muri degli ambienti che si sviluppavano sulla sommità del promontorio e quelli che delimitavano il giardino.
Nel 1901 fu riconosciuta come sito di ruderi d'importanza regionale per la Regia Soprintendenza, ma solo nel 1960 si avviò la ricerca archeologica per indagare la complessità del sito, guidata dall'archeologo Giorgio Monaco, Direttore dei beni archeologici dell'isola.

## Descrizione
Per la sua posizione e lo sviluppo architettonico può essere annoverata tra le lussuose villae maritimae che costellavano tutte le isole dell'Arcipelago toscano, costruite da nobili esponenti delle classi aristocratiche di Roma per il riposo e lo svago dagli impegni politici della capitale. 
L'edificio, che si estendeva complessivamente su una superficie di due ettari, era ripartito su due livelli: sul pianoro si trovavano la parte residenziale, dotata di un avancorpo affacciato sul mare, e un grande giardino rivolto verso i fianchi della collina; il piano inferiore era costituito da una doppia struttura di terrazzamento, articolata in archi e portici, che circondava la villa sui tre lati panoramici.
L'ingresso si trovava in corrispondenza di un grande giardino rettangolare (hortus), fiancheggiato da un portico coperto (ambulatio), che doveva proteggere dalla calura estiva o dai venti nella stagione più fredda, da cui si accedeva ai quartieri residenziali del piano superiore.
Punto panoramico privilegiato della villa era la grande piscina posta al centro dell'area residenziale, percorsa da un grande condotto in muratura e circondata su tre lati da un ampio giardino delimitato da un portico colonnato (peristilium): un porticato decorato con lastre di terracotta a vari soggetti, tra cui prevale il motivo di Psiche tra suonatori di cetra e di aulos (visibile al Museo archeologico della Linguella) e impreziosito inoltre da intonaci con soggetto vegetale, a dare l'impressione di uno spazio verde ancora più grande di quello racchiuso dal porticato stesso. 
Sul lato meridionale la vasca terminava in un'esedra semicircolare e, per tutta la sua lunghezza e al centro di essa, correva un grande condotto in muratura: l'acqua doveva giungere alla vasca da una cisterna posta su un livello superiore posta all'estremità dell'ampio giardino rettangolare (oggi al di là dell'attuale strada provinciale) e che era servita da un acquedotto di tubi di terracotta alimentato da una sorgente situata sul vicino Monte Orello; probabilmente l'acqua ricadeva dall'alto, per venire poi raccolta dal condotto che attraversa la vasca nel senso della lunghezza e andava a sfociare nella terrazza sottostante, sul lato mare, anch'essa sistemata a giardino e conclusa al centro da un ninfeo. All'estremità nord del bacino una serie di stanze, probabilmente i due quartieri del dominus e della domina, erano disposti simmetricamente ai suoi lati, lungo la linea del litorale.
La villa venne costruita utilizzando la tecnica edilizia dell'opus reticulatum, di grande effetto cromatico, i cui cubilia verde scuro furono ricavati da rocce ofiolitiche estratte dallo stesso sito, e quelli grigio chiaro dai calcari della costa nord circostante.
Tutto il quartiere residenziale era accuratamente decorato, secondo i gusti correnti in quel periodo nella capitale: le stanze erano affrescate o rivestite di marmi colorati, soprattutto marmo bianco e cipollino dell'Elba. Il tetto a travi lignee era coperto da tegole smarginate di un rosso vivo, anch'esse di bell'impatto cromatico anche a lunga distanza. 
Al sottotetto era applicato un controsoffitto in canne rivestite in intonaco e sorrette da una leggera intelaiatura e gli angoli tra pareti e soffitto erano decorati con cornici modanate in stucco. 
Le pareti erano coperte da intonaci dipinti con impressioni prospettiche varie o con motivi floreali ed in alcuni ambienti erano inoltre applicate crustae marmoree, in palombino e cipollino.
Le decorazioni pavimentali erano realizzate a mosaico in bianco e nero, mentre nei vani di maggior prestigio erano preferite pavimentazioni costituite da formelle in marmo e pietra di forma geometrica (triangoli, esagoni, quadrati, rombi) che, alternando il bianco, il nero ed il verde (marmo, ardesia e cipollino), venivano a creare motivi a nido d'ape, a reticolo, a stella.
Nella prima metà del I secolo d.C. la villa venne interessata da alcune opere di ristrutturazione e di riconversione di alcuni ambienti: il terrazzo inferiore venne per buona parte occupato da zone di servizio coperte o da vani completamenti chiusi, che avevano l'unico scopo di sostenere le strutture residenziali poste al piano superiore. 
Tali ambienti vennero raccordati da nuovi corridoi e collegati all'area superiore attraverso la realizzazione di due scale, che costituivano anche l'ingresso principale della villa.
A questa fase va riferita anche la costruzione di piccolo quartiere termale, impreziosito da  pavimentazioni a mosaico e lastrine marmoree. Esso era costituito di quattro stanze: il calidarium, ambiente dotato di doppia pavimentazione con suspensurae; il frigidarium, posto all'altro estremo, con piccola vasca semicircolare per i bagni freddi; l'apodyterium e il tepidarium, stanze intermedie che potevano essere utilizzate come spogliatoi e ambienti di passaggio graduale dal caldo al freddo. Il rifornimento idrico necessario al funzionamento termale era garantito da una cisterna sotterranea, articolata in tre stanze e rivestita in cocciopesto, un impasto di malta e laterizi frantumati che garantiva l'impermeabilizzazione delle pareti e del pavimento.
All'esterno, l'inserimento della villa nell'ambiente circostante e l'effetto che doveva suscitare a chi si avvicinava sia dal mare che dalla terra era accuratamente studiato: le esedre disposte lungo il muro perimetrale sul lato del mare (funzionali sia al contenimento del terreno che come effetto scenografico) e la policromia del muro di terrazzamento, con pietre di colore verde scuro e bianche alternate, dovevano caratterizzare fin da lontano l'importanza e il prestigio della residenza.

## Proprietari storici
Mentre per le lussuose ville marittime costruite nelle isole del Giglio, di Giannutri e di Pianosa non mancano indizi archeologici o fonti scritte che permettano di attribuire la proprietà di tali residenze, per l'Elba è invece ancora difficile definire quali siano state le personalità a scegliere l'isola come luogo per le loro dimore. Tuttavia il celebre poeta Ovidio, in una delle epistole destinate a Massimo Cotta (Ex Ponto, II, 3, vv. 83-84) ricorda all'amico il loro ultimo incontro, avvenuto all'Elba nell'8 d.C., alla vigilia della partenza del poeta per l'esilio; questi è il figlio minore di M. Valerius Messalla Corvinus, che essendo stato adottato dallo zio materno M. Aurelius Cotta ne ha assunto il nome (L. Aurelius Cotta Maximus Messallinus). Come già osservato dalla studiosa Orlanda Pancrazzi, senza avere altri indizi oltre le parole di Ovidio, sull'isola Massimo Cotta doveva possedere una residenza degna del suo alto rango che, verosimilmente, poteva riconoscersi in una delle tre monumentali ville marittime note, quella della Linguella, di Capo Castello e delle Grotte.
Grazie al rinvenimento di alcune testimonianze epigrafiche nella pars rustica individuata grazie alle ricerche archeologiche nella Piana di San Giovanni, condotte dall'Università degli Studi di Siena, è stato possibile ricavare preziose indicazioni sulla proprietà degli edifici scavati e, dunque, della vicina villa marittima delle Grotte, verosimilmente appartenenti al patrimonio dei Valerii Messallae: due dei dolia interrati finora individuati nell'ambiente produttivo presentavano infatti due bolli in planta pedis che, sebbene frammentari, hanno consentito di recuperare l'intero contenuto testuale con il nome del produttore: H˚ermia V˚a(leri) M(arci) s(ervus) / fecit. La proprietà faceva quindi capo a Marcus Valerius Messalla, princeps senatus e protettore delle lettere e delle arti, tanto da essere ricordato come il fondatore del Circolo di Messalla; il fundus sarebbe passato poi al figlio Aurelius Cotta Maximus Messallinus, che avrebbe avuto come ospite il poeta Ovidio prima della partenza di quest'ultimo per l'esilio nel Mar Nero.